# Дугоухи опосум
Дугоухи опосум или великоухи опосум (лат. Didelphis aurita) је врста сисара торбара, која настањује југоисток Бразила и суседне пограничне делове Парагваја и Аргентине.
Ова врста, је једно време сматрана популацијом обичног опосума (D. marsupialis). Првобитно ју је под латинским (научним) именом D. azarae описао Кунрат Јакоп Теминк 1824, али је ово име преко 160 година погрешно приписивано белоухом опосуму (D. albiventris). Те је због тога напуштено.